# Člupy
Člupy jsou přírodní památka v lokalitě Marefy u Bučovic v okrese Vyškov. Památka byla znovu vyhlášena Nařízením Jihomoravského kraje s účinností od 1. ledna 2014, původní vyhláška ONV Vyškov ze dne 8. listopadu 1990 byla zrušena. Leží severně od obce Marefy. Důvodem ochrany jsou širokolisté suché trávníky, panonské sprašové stepní trávníky a na ně vázané ohrožené druhy rostlin a živočichů. Přírodní památka Člupy je podle nařízení vlády označena jako evropsky významná lokalita v soustavě Natura 2000.

## Souhrn výskytu významných druhů teplomilných rostlin
V přírodní památce Člupy se vyskytují a jsou předmětem ochrany hlavně tyto druhy rostlin:
| Obrázek | Název                                    | Galerie Commons                                     | Popis                                           |
| ------- | ---------------------------------------- | --------------------------------------------------- | ----------------------------------------------- |
|         | Třemdava bílá (Dictamnus albus)          | Kategorie „Dictamnus albus“ na Wikimedia Commons    | středně vysoká vytrvalá rostlina                |
|         | Oman mečolistý (Inula ensifolia)         | Kategorie „Inula ensifolia“ na Wikimedia Commons    | bohatě kvetoucí trvalka                         |
|         | Oman vrbolistý (Inula ensifolia)         | Kategorie „Inula salicina“ na Wikimedia Commons     | vytrvalá téměř lysá bylina                      |
|         | Bělozářka větevnatá (Anthericum ramosum) | Kategorie „Anthericum ramosum“ na Wikimedia Commons | jednoděložná rostlina z čeledi chřestovité      |
|         | Modřenec hroznatý (Muscari neglectum)    | Kategorie „Muscari neglectum“ na Wikimedia Commons  | jednoděložná rostliny z čeledi hyacintovité     |
|         | Zvonek sibiřský (Campanula sibirica)     | Kategorie „Campanula sibirica“ na Wikimedia Commons | dvouletá bylina                                 |
|         | Len úzkolistý (Linum bienne)             | Kategorie „Linum bienne“ na Wikimedia Commons       | z tohoto druhu byl vyšlechtěn užitkový Len setý |

## Galerie

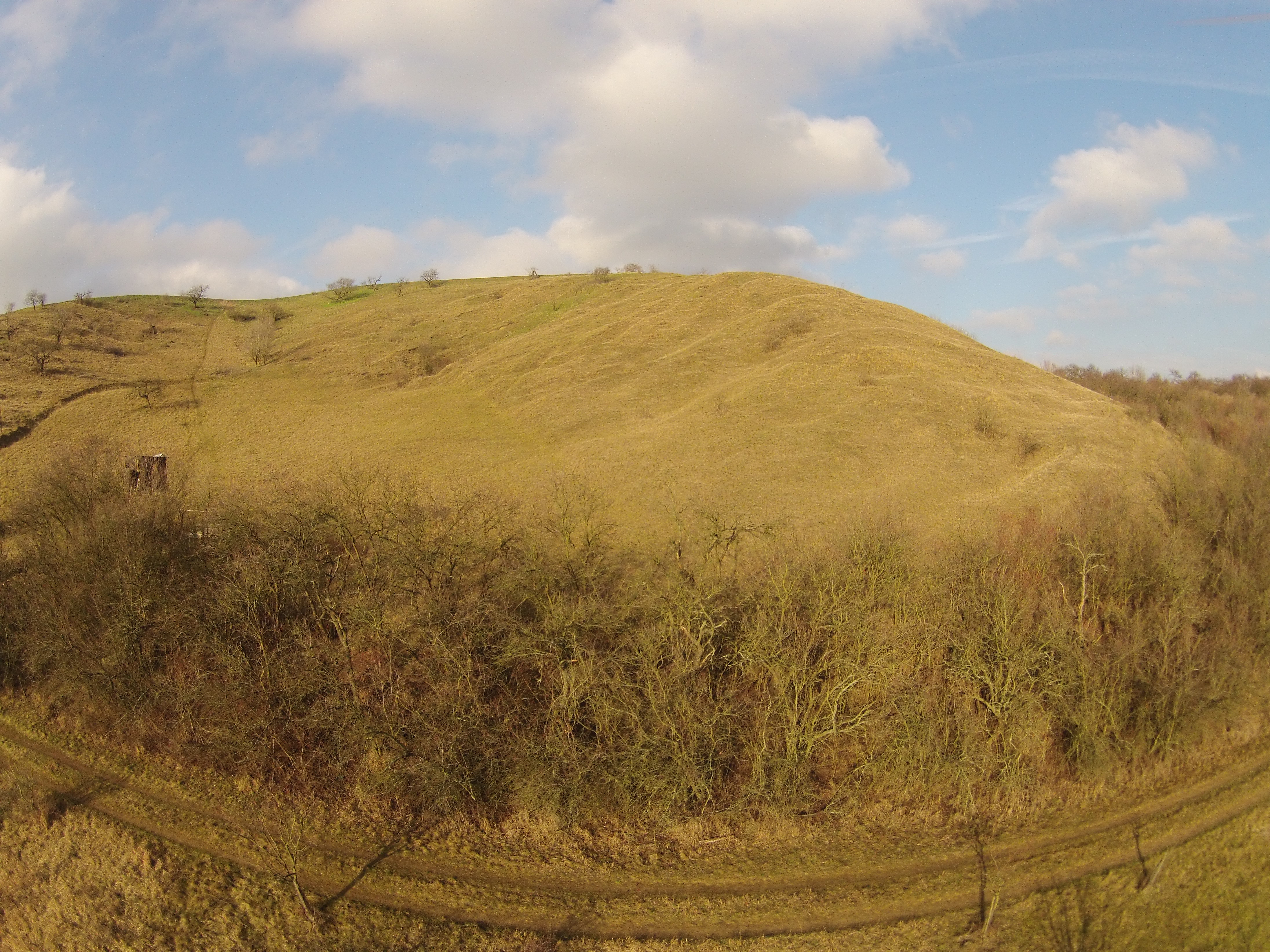
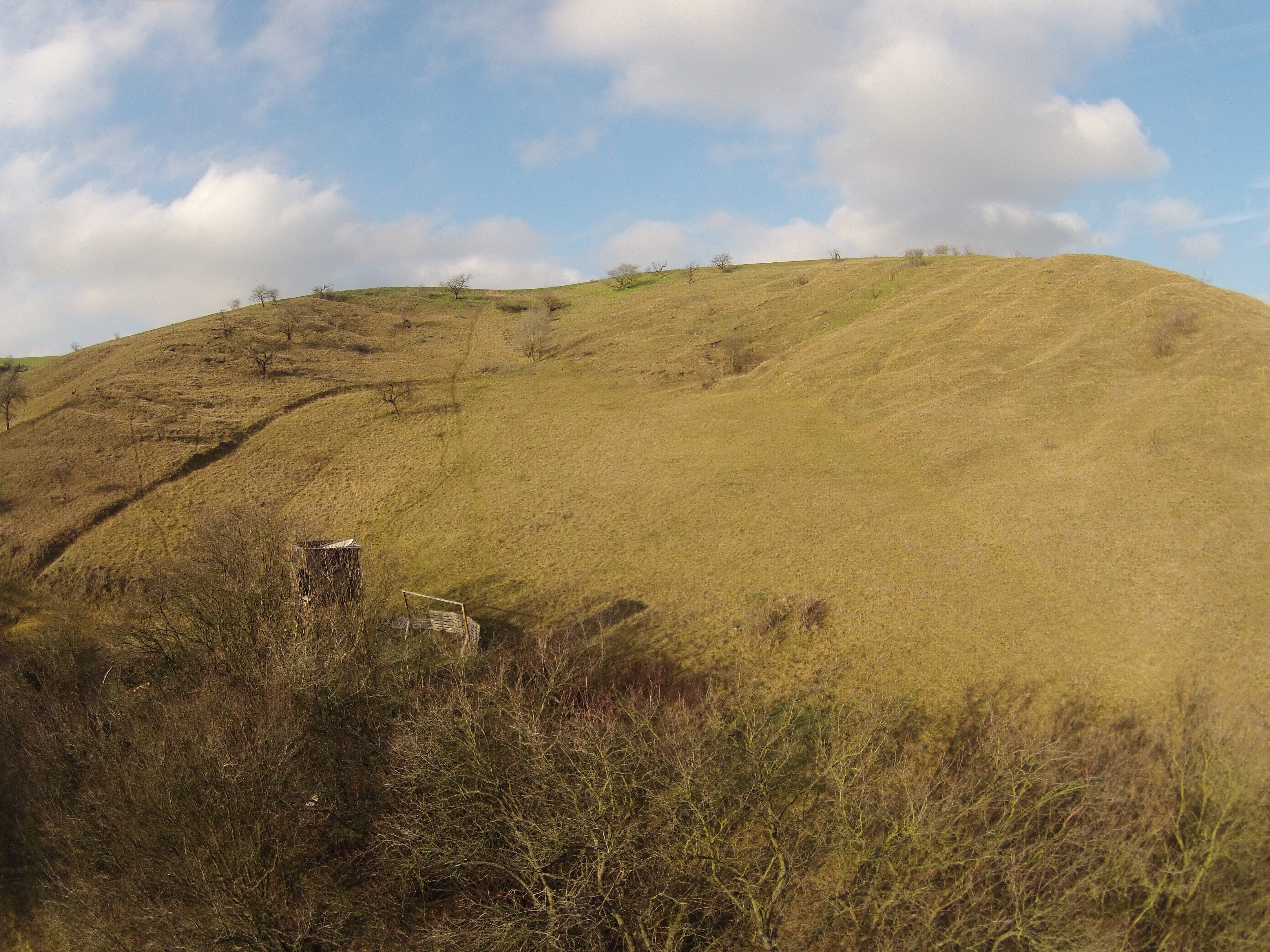
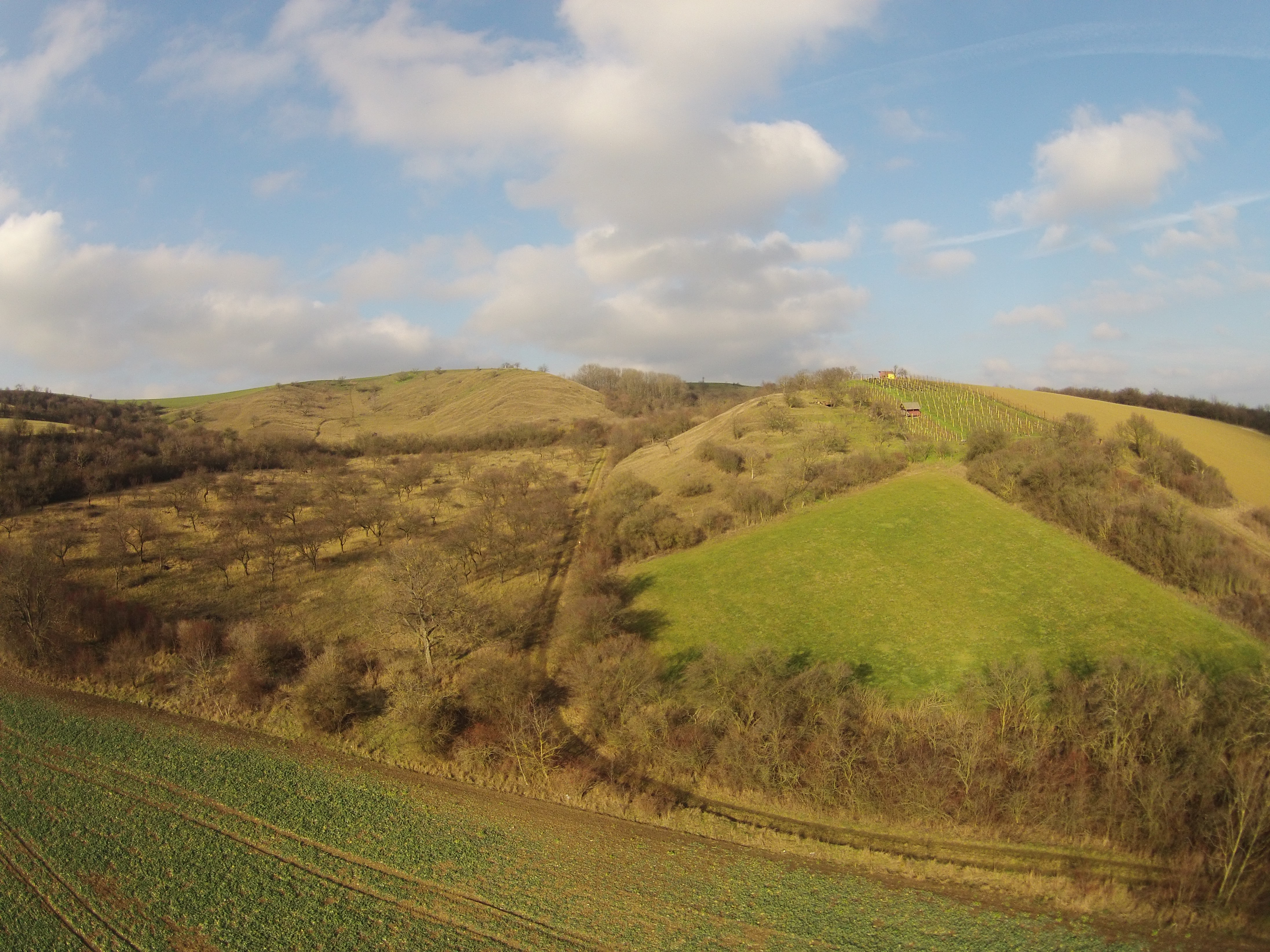

## Souhrn výskytu chráněných živočichů
V přírodní památce Člupy se též vyskytují chránění živočichové:
| Obrázek | Název                               | Galerie Commons                                      | Popis                |
| ------- | ----------------------------------- | ---------------------------------------------------- | -------------------- |
|         | Užovka hladká (Coronella austriaca) | Kategorie „Coronella austriaca“ na Wikimedia Commons | nejedovatý had       |
|         | Ještěrka obecná (Lacerta agilis)    | Kategorie „Lacerta agilis“ na Wikimedia Commons      | hojně rozšířený druh |